# غران تورزمو سبورت
غران تورزمو سبورت (بالإنجليزية: Gran Turismo Sport)‏ هي لعبة فيديو إلكترونية من نوع سباق السيارات. أنتجتها شركة بوليفني ديجيتال اليابانية، وصدرت في العام 2017، كما تم حصولها على الترخيص من قبل الاتحاد الدولي للسيارات. تحتوي اللعبة على اللغة العربية.